# Chicas al poder
Chicas al poder è l'album di debutto del gruppo musicale pop spagnolo Bellepop. Il disco è stato pubblicato il 25 novembre 2002 dalla Warner Music.
Il disco è stato ripubblicato il 13 maggio 2003 in edizione speciale.

## Tracce
1. Esta Noche Mando Yo
2. La Vida Que Va
3. Paraíso
4. Mi Amor Será Para Siempre
5. La Fuerza De Tu Amor
6. Si Pides Más
7. Solo Es Amor
8. Mi Corazón
9. No Me Pidas Amor
10. Si Tu Me Llamas

## Tracce edizione speciale
1. Chicas al poder
2. Esta noche mando yo (New Mix)
3. La vida que va
4. Paraíso
5. Mi amor será para siempre
6. La fuerza de tu amor
7. Si pides más (Radio Edit)
8. Sólo es amor
9. Mi corazón
10. No me pidas amor
11. Si tú me llamas
12. Si pides más (Latin House Extended)
13. Chicas al poder (Versión Acústica)
14. Si pides más (Dub Remix)
15. Si pides más (Latin House Single)

### DVD
1. "Videoclip Chicas al poder"
2. "Videoclip La vida que va"
3. "Videoclip Si pides más"
4. "Making of Chicas al poder"
5. "Diario secreto de Bellepop"